# Hjärnarps prästaskogs naturreservat
Hjärnarps prästaskogs naturreservat är ett kommunalt naturreservat i Ängelholms kommun i Skåne län.
Området är naturskyddat sedan 2023 och är 11 hektar stort. Reservatet ligger nordväst om Hjärnarp vid Hallandsåsen och består av främst bokskog, men här finns även alsumpskog och ungskog.